# Tank Girl (filme)
Tank Girl (bra Tank Girl - Detonando o Futuro; prt Tank Girl - Uma Mulher de Armas) é um filme de ficção científica estadunidense de 1995, dirigido por Rachel Talalay. Com base na história em quadrinhos pós-apocalíptica Tank Girl de Alan Martin e Jamie Hewlett, que foi originalmente publicada na revista Deadline, o filme é estrelado por Lori Petty, Naomi Watts, Ice-T e Malcolm McDowell. Tank Girl se passa em uma Austrália devastada pela seca, anos após um evento de impacto catastrófico. Segue a anti-heroína Tank Girl (Petty) como ela, Jet Girl (Watts) e supersoldados geneticamente modificados chamados Rippers que enfrentam "Water & Power", uma corporação opressiva liderada por Kesslee (McDowell).
Depois de ler uma edição da revista Tank Girl que recebeu de presente, Talalay obteve permissão do editor da Deadline, Tom Astor, para dirigir uma adaptação cinematográfica. Ela escolheu Catherine Hardwicke como designer de produção e trabalhou em estreita colaboração com Martin e Hewlett durante a realização do filme. Tank Girl foi filmado principalmente em White Sands, Novo México, e Tucson, Arizona. A trilha sonora elogiada pela crítica foi montada por Courtney Love, e a equipe de maquiagem e próteses dos Rippers foi liderada por Stan Winston. O estúdio de Winston queria tanto trabalhar no projeto que reduziu pela metade os preços habituais para atingir o orçamento do filme.
Sem sucesso financeiro, Tank Girl recuperou apenas cerca de US$ 6 milhões do seu orçamento de US$ 25 milhões nas bilheterias e recebeu críticas mistas dos críticos. Martin e Hewlett já falaram negativamente de suas experiências na criação do filme. Talalay culpou parte da recepção negativa do filme em edições de estúdio sobre as quais ela não tinha controle. Apesar do fracasso de bilheteria do filme, ele foi citado como um exemplo de filme de quadrinhos com clássico de culto, e é conhecido por seus temas feministas.

## Sinopse
O filme acontece no ano de 2033, após um cometa atingir o planeta, alterando sua atmosfera e tornando tudo deserto. A água é escassa e uma organização comercial chamada Water & Power domina todo o estoque de água potável do planeta.
Rebecca (Lori Petty), é membro de um pequeno grupo de foras da lei que mantêm uma fonte de água no porão de uma casa. Ao descobrir sobre a fonte, a Water & Power ataca o lugar, matando quase todos e sequestrando Rebecca e uma jovem chamada Sam.

## Temas
Escrevendo no livro de 1997 Trash Aesthetics: Popular Culture and Its Audience, Deborah Cartmell afirma que, embora os quadrinhos mostrassem Tank Girl como "não heroica ou até mesmo uma anti-heroína acidental", o filme a define com justificativas emocionais e morais "genéricas ocidentais clássicas" para sua libertação e vingança contra a W&P, enquanto ela testemunha o massacre de seu namorado e seu "fiel corcel". Ela também vê um dos filhos da comuna ser sequestrado e é capturada e escravizada. Cartmell também diz que Tank Girl mantém paralelos com outros "ícones 'pós-feministas' contemporâneos", pois exibe a sexualidade feminina dominante e uma "familiaridade e conhecimento de modos de sexualidade 'proibidos'", como masturbação, sadomasoquismo e lesbianismo.
Em seu livro de 2006 The Modern Amazons: Warrior Women On-Screen, Dominique Mainon escreve que o filme tem temas antiestablishment e, ao contrário de muitos filmes de adaptação de histórias em quadrinhos que apresentam "objetificação sexual gratuita" de mulheres, Tank Girl se destaca por ser "estridente feminista", com exceção do "complexo clichê de vítima/vingador". De acordo com Mainon, o filme tira sarro dos estereótipos femininos, como mostra a repetida emasculação de Kesslee por Tank Girl com respostas espirituosas enquanto ela está sendo torturada, e por sua resposta ao dispositivo de treinamento em computador dizendo a ela como se apresentar aos homens no clube Liquid Silver. O dispositivo fornece roupas sedutoras e diz à Tank Girl para remover os pêlos do corpo e usar maquiagem e peruca. Tank Girl ignora completamente os conselhos e modifica as roupas para criar seu próprio estilo.
No livro de 2011, Cult Cinema, Ernest Mathijs e Jamie Sexton discutem a questão de saber se os filmes de culto supostamente feministas eram realmente feministas ou "parcialmente o efeito do desempenho de atitudes feministas em sua recepção". Os autores consideram Tank Girl um "filme de culto feminista 'real'", em oposição aos filmes de culto feminista de Kathryn Bigelow e Catherine Hardwicke, que consideram masculinos demais e ansiosos demais para atender à "heteronormatividade", respectivamente.

## Produção

### Pré-produção
Em 1988, cerca de um ano após o lançamento da revista Tank Girl na revista britânica Deadline, seu editor, Tom Astor, começou a procurar um estúdio interessado em fazer uma adaptação cinematográfica. Enquanto vários estúdios, incluindo o New Line Cinema, manifestaram interesse, o progresso foi lento. A enteada de Rachel Talalay deu a ela um quadrinho de Tank Girl para ler enquanto ela estava filmando seu filme de estreia na direção, Freddy's Dead: The Final Nightmare (lançado em 1991). Talalay leu o quadrinho entre as tomadas e ficou interessada em dirigir um filme de Tank Girl. Ela entrou em contato com Astor e, depois de ouvir nada por quase um ano, estava prestes a desistir de tentar garantir os direitos quando ele lhe deu permissão para fazer o filme. Talalay apresentou o filme à Amblin Entertainment e à Columbia Pictures, que recusaram. Talalay recusou uma oferta da Disney, pois não acreditava que o estúdio permitisse os níveis de violência e as referências sexuais necessárias à trama. Uma oferta da MGM foi aceita. Talalay trabalhou em estreita colaboração com os co-criadores de quadrinhos Tank Girl Alan Martin e Jamie Hewlett durante a produção do filme, e escolheram Catherine Hardwicke como designer de produção. O estúdio estava descontente com Hardwicke, que era relativamente desconhecida na época, sendo escolhida entre designers mais experientes, e Talalay teve que se reunir com os produtores para convencê-los a permitir que Hardwicke trabalhasse no projeto. Tedi Sarafian escreveu o roteiro, que marcou seu crédito de estreia na produção, e Gale Tattersall foi escolhido como diretor de fotografia. Acreditando que a MGM não permitiria a representação de zoofilia no filme, o romance entre Tank Girl e Booga foi escrito apenas na segunda ou terceira versão do roteiro, depois que o personagem já estava estabelecido na mente das pessoas envolvidas na produção. A essa altura, Booga: "era um personagem e não apenas um canguru [então] não era mais um problema".

### Escolha do elenco
A MGM realizou sessões de escalagem abertas em Londres, Los Angeles e Nova York para o papel de Tank Girl. Segundo Talalay, alguns estavam céticos em relação ao elenco aberto, pensando que era um golpe publicitário. Isso era verdade até certo ponto, pois ela pedia ao estúdio que escolhesse uma atriz inglesa conhecida, Emily Lloyd. Talalay diz que demitiu Lloyd depois que se recusou a cortar o cabelo para o papel. Lloyd, que passou quatro meses treinando para o papel, contesta isso, dizendo que simplesmente remarcou sua consulta com o cabeleireiro do filme para o dia seguinte, após o que Talalay a demitiu por "ser difícil". Talalay escalou Lori Petty, uma americana, porque "ela é louca em sua própria vida e [o filme] precisava de alguém assim". A MGM enviou um fax para Deadline pedindo uma lista de "elenco ideal"; eles escolheram Malcolm McDowell para Kesslee, mas nunca acreditaram que a MGM realmente o contataria. McDowell falou favoravelmente de sua experiência trabalhando no filme, dizendo que tinha o "mesmo sabor" de A Clockwork Orange, e elogiou Talalay e Petty. Talalay foi abordada por várias pessoas que queriam participações especiais no filme, mas ela não queria que o filme fosse ofuscado por essas participações. Duas participações especiais foram estabelecidas - Iggy Pop recebeu o papel de Rat Face e Björk recebeu a Sub Girl. Mais tarde, ela desistiu, as cenas de sua personagem foram reescritas e o papel foi dado a Ann Cusack.

### Filmagem
Tank Girl foi filmado por 16 semanas, em três locais; cenas do deserto foram filmadas em White Sands, Novo México, o set do clube Liquid Silver foi construído em um shopping abandonado em Phoenix, Arizona, e todas as cenas restantes foram filmadas a 64 km de Tucson, Arizona. Muitas cenas foram filmadas em uma mina abandonada a céu aberto, onde as filmagens tiveram que ser interrompidas um dia devido a um vazamento de produtos químicos. Foi recebida permissão para filmar as cenas dos canos de água no Titan Missile Museum, perto da mina, mas no dia anterior as gravações, a permissão foi retirada. Essas cenas foram filmadas, em vez disso, em um túnel na mina abandonada. Novos sets eram frequentemente encontrados simplesmente pesquisando na mina. A filmagem principal foi concluída em 27 de setembro de 1994, dois dias acima do previsto, embora ainda dentro do orçamento original.

### Efeitos
Nos quadrinhos, os Rippers são consideravelmente mais parecidos com cangurus. No entanto, Talalay queria atores reais, em vez de dublês de terno interpretando os papéis. Ela pediu à Hewlett que redesenhasse os Rippers para torná-los mais humanos, permitindo que eles tivessem as expressões faciais dos atores. Os pedidos foram enviados para "todas as principais pessoas de maquiagem e efeitos", incluindo Stan Winston, cujo trabalho anterior incluiu os filmes Terminator, Aliens e Jurassic Park. Talalay disse que, embora considerasse Winston o melhor, não esperava receber notícias dele. Quando o fez, ela ainda não achava que seria capaz de pagar pelo estúdio em seu orçamento. Foi marcada uma reunião e Winston insistiu em receber o projeto, dizendo que os Rippers seriam: "os melhores personagens que tivemos a oportunidade de fazer". O estúdio de Winston cortou pela metade os preços habituais para atender ao orçamento do filme. Oito Rippers apresentados no filme: metade recebeu papéis principais, os outros estavam principalmente em segundo plano. Cada Ripper tinha orelhas e rabos articulados que eram ativados pelo controle remoto, e os Rippers de fundo também tinham focinhos mecânicos que podiam ser ativados pelo controle remoto ou pelo movimento da boca dos atores. A maquiagem de cada Ripper levou cerca de quatro horas para ser aplicada. Três técnicos do estúdio de Winston foram solicitados a trabalhar nas articulações de cada Ripper durante as filmagens; Não foram utilizados fantoches ou efeitos digitais para os Rippers.
O tanque usado no filme é um Stuart M5A1 modificado. Foi comprado do governo do Peru cerca de 12 anos antes das filmagens e já havia sido usado em vários filmes. Entre inúmeras modificações feitas para Tank Girl, a arma antitanque de 37 mm do tanque foi coberta com um mastro de bandeira modificado para dar a aparência de uma arma de 105 mm. Um Cadillac Eldorado 1969 inteiro foi adicionado ao tanque, com a seção traseira soldada na parte traseira e o para-lama na frente.

### Pós-produção
Um "traje Ripper nu" que incorpora um pênis protético foi criado para Booga e usado em uma cena pós-coito filmada que foi removida da versão final do filme por insistência do estúdio. Deborah Cartmell descreveu a "cena pós-coito" na versão final, que mostrava Booga completamente vestido, como "cuidadosamente editado". Contra os desejos de Talalay, o estúdio fez várias outras edições no filme. A cena em que Kesslee tortura Tank Girl foi gravada com o argumento de que ela parecia "muito feia" enquanto era torturada. Também foi cortada uma cena mostrando o quarto de Tank Girl, que foi decorado com dezenas de dildo e uma cena em que ela coloca um preservativo em uma banana antes de jogá-la em um soldado. O papel de Sub Girl foi originalmente planejado para ser maior; pelo menos duas cenas com a personagem foram cortadas do filme, incluindo sua aparência no final original. O estúdio cortou o final original, uma cena live-action na qual começa a chover; o filme deveria ter terminado com Tank Girl arrotando.

## Trilha sonora
A trilha sonora do filme foi montada por Courtney Love; Graeme Revell compôs a música original. A banda de Love, Hole, contribuiu com a música "Drown Soda". Greg Graffin, do Bad Religion, originalmente deveria cantar o dueto de "Let's Do It, Let's Fall in Love" com Joan Jett, mas devido a restrições contratuais, ele foi substituído por Paul Westerberg, do The Replacements. Devo gravou uma nova versão da música "Girl U Want" especificamente para o filme, pois eram grandes fãs dos quadrinhos. "Girl U Want" toca na sequência de abertura do filme, com o canto de Jula Bell do Bulimia Banquet; esta versão com Bell está no filme, mas não no álbum da trilha sonora. A trilha sonora contou com a música "Army of Me" de Björk antes de ser lançada como single. Por causa do fracasso de bilheteria do filme, Björk e sua gravadora decidiram não usar imagens do filme no videoclipe da música.
A música "Mockingbird Girl" do Magnificent Bastards (um projeto paralelo de Scott Weiland) foi gravada especificamente para o álbum depois que Love se aproximou de Weiland perguntando se ele gostaria de contribuir com uma música. A capa do single mostrava o tronco e as coxas de uma personagem de animação parecida com Tank Girl e apresentava as faixas "Ripper Sole" e "Girl U Want" do álbum. Nos Estados Unidos, chegou ao 27º lugar na parada Mainstream Rock e  12º na parada Modern Rock Tracks. A música "2¢" de Beowülf também aparece no filme; Talalay pressionou a Restless Recordster para a música ser incluída na trilha sonora, mas não teve êxito. Em vez disso, ela dirigiu o videoclipe da música, que apresentava filmagens animadas e live-action do filme.

O álbum da trilha sonora foi lançado em 28 de março de 1995, pela Warner Bros. Records e Elektra Records. Chegou ao número 72 na Billboard 200. Na semana seguinte, a revista New York Magazine escreveu que a trilha sonora estava recebendo mais atenção do que o próprio filme. No entanto, Ron Hancock, da Tower Records, declarou que as vendas do álbum foram decepcionantes e atribuiu isso ao fracasso financeiro do filme. Owen Gleiberman falou favoravelmente da trilha sonora, assim como Laura Barcella escrevendo no livro The End, descrevendo-o como um "quem é quem do rock feminino dos anos 90". Stephen Thomas Erlewine, da Allmusic, disse que o álbum era "muito melhor que o filme", premiando três das cinco estrelas.
| N.º            | Título                            | Recording artist(s)         | Duração |  |
| 1.             | "Ripper Sole"                     | Stomp                       | 1:42    |  |
| 2.             | "Army of Me"                      | Björk                       | 3:56    |  |
| 3.             | "Girl U Want"                     | Devo                        | 3:51    |  |
| 4.             | "Mockingbird Girl"                | The Magnificent Bastards    | 3:30    |  |
| 5.             | "Shove"                           | L7                          | 3:11    |  |
| 6.             | "Drown Soda"                      | Hole                        | 3:50    |  |
| 7.             | "Bomb"                            | Bush                        | 3:23    |  |
| 8.             | "Roads"                           | Portishead                  | 5:04    |  |
| 9.             | "Let's Do It, Let's Fall in Love" | Joan Jett e Paul Westerberg | 2:23    |  |
| 10.            | "Thief"                           | Belly                       | 3:12    |  |
| 11.            | "Aurora"                          | Veruca Salt                 | 4:03    |  |
| 12.            | "Big Gun"                         | Ice-T                       | 3:54    |  |
| Duração total: | Duração total:                    | Duração total:              | 41:58   |  |

### Outras canções
- "B-A-B-Y" de Rachel Sweet[45]
- "Big Time Sensuality" by Björk[45]
- "Blank Generation" de Richard Hell and the Voidoids[45]
- "Disconnected" de Face to Face[46]
- "Shipwrecked" de Sky Cries Mary[45]
- "Tema de Shaft" de Isaac Hayes[12]
- "2¢" de Beowülf[45]
- "Wild, Wild, Thing" de Iggy Pop[45]

## Lançamento
Tank Girl estreou no Mann Chinese Theatre em 30 de março de 1995. Aproximadamente 1,500 pessoas assistiram à exibição, incluindo Talalay, Petty, Ice-T, McDowell, Watts e vários outros atores do filme, além de Rebecca De Mornay, Lauren Tom, Brendan Fraser e Jason Simmons. Homens com roupas da W&P distribuíam garrafas de água mineral, e meninas vestidas com roupas de Liquid Silver distribuíam Astro Pops, cigarros de doces e colares de balas Tank Girl. Cerca de 400 pessoas compareceram à festa oficial no Hollywood Roosevelt Hotel. O filme estreou nos cinemas dos Estados Unidos no dia seguinte.
Tank Girl estreou em 1,341 cinemas nos Estados Unidos, arrecadando US$ 2 018 183 em seu primeiro fim de semana e US$ 2 684 430 no final de sua primeira semana de lançamento. No final de sua segunda semana, Tank Girl havia conseguido apenas US$ 3 668 762. Seu lucro final nos Estados Unidos foi de US$ 4 064 495. Internacionalmente, o filme adicionou aproximadamente US$2 000 000 a esse total, contra um orçamento de produção de US$ 25 milhões.

### Recepção crítica
O site Rotten Tomatoes, que classifica as críticas como positivas ou negativas, pesquisou 39 críticos e determinou que 38% das críticas foram positivas, com uma classificação média de 4,9 /10. O consenso crítico do site diz: "Embora não seja convencional, Tank Girl não é particularmente inteligente ou envolvente, e nenhum dos copiosos versículos do roteiro tem um real sentido". Em Metacritic, o filme tem uma pontuação média ponderada de 46 em 100, com base em críticas de 23 críticos, indicando "críticas mistas ou médias". O público pesquisado pelo CinemaScore atribuiu ao filme uma nota B na escala de A a F.

### Mídia doméstica
Tank Girl foi lançado em DVD pela MGM em 10 de abril de 2001. Aaron Beierle, do DVD Talk, deu ao DVD três estrelas e meia em cinco para qualidade de vídeo e áudio, embora apenas meia estrela para características especiais, observando que apenas o trailer original foi incluído.
Shout! Factory adquiriu os direitos de vários filmes da MGM, incluindo Tank Girl e, posteriormente, lançou uma versão em Blu-ray dos EUA em  19 de novembro de 2013. Recursos especiais incluíam o trailer original, um featurette de 'Making of', uma faixa de comentários com Petty e Talalay, e entrevistas com Talalay, Petty e Hardwicke. Jeffrey Kauffman, do Blu-ray.com, deu à versão quatro em cinco estrelas para qualidade de áudio e vídeo e três estrelas para recursos especiais. M. Enois Duarte, do highdefdigest.com, concedeu à versão três estrelas e meia em cinco pela qualidade do vídeo, quatro estrelas pela qualidade do áudio e duas estrelas e meia por extras. O blu-ray não foi lançado internacionalmente.

### Mídia herdada e relacionada

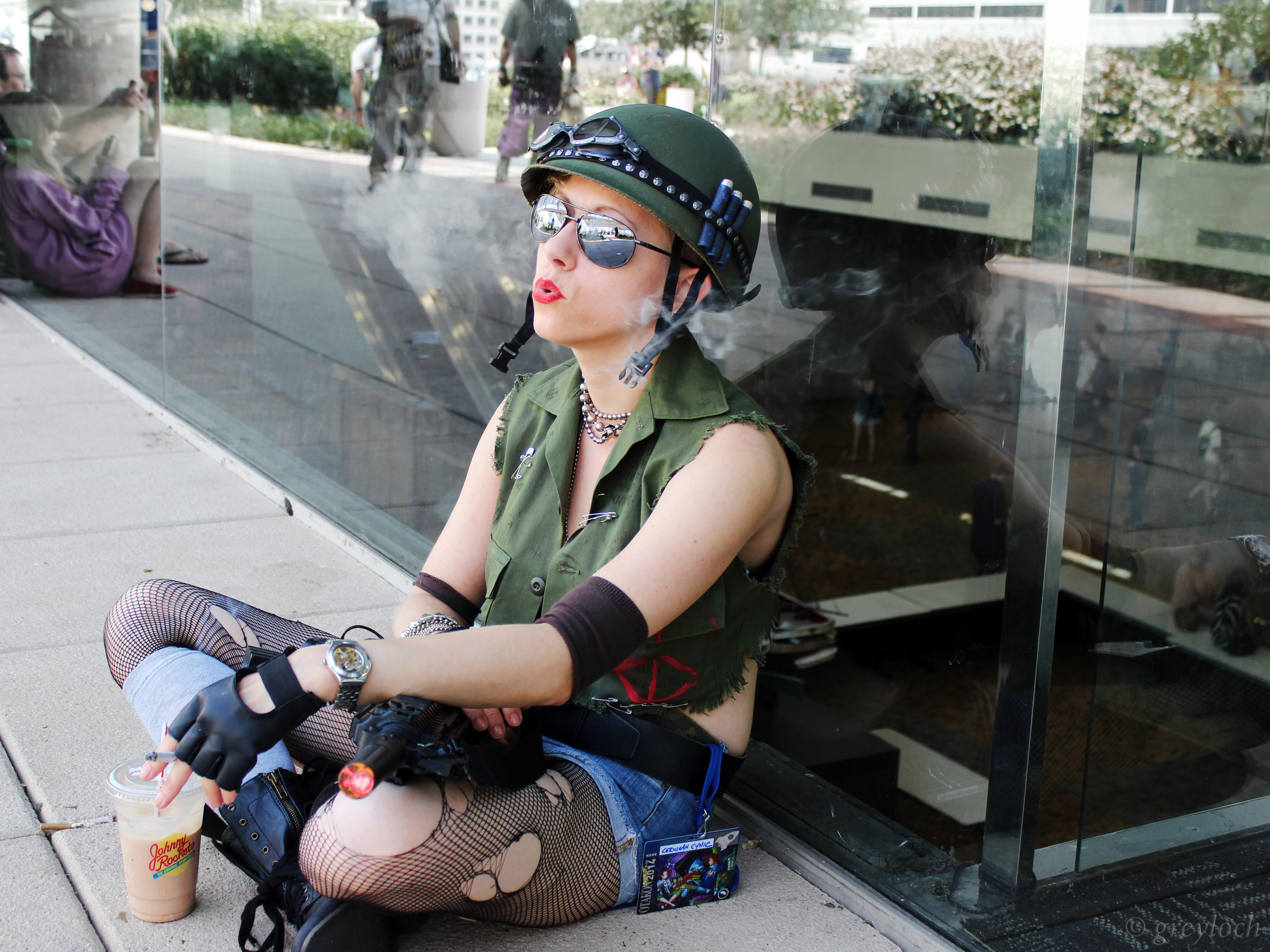
Um cosplayer de Tank Girl em 2014

Para aumentar seu número de leitores em declínio, Deadline apresentou Tank Girl em sua capa muitas vezes em 1994 e 1995, em antecipação ao lançamento do filme. Posteriormente, Tom Astor disse que o lançamento do filme: "foi muito útil, mas não compensou a diferença, perdeu parte de seu apelo de culto sem ganhar credibilidade convencional". A revista deixou de ser publicada no final de 1995. Alan Martin e Jamie Hewlett, desde então, falaram negativamente de suas experiências na criação do filme, chamando-o de "um pouco dolorido" para eles. "O roteiro era péssimo", lembra-se Hewlett, "eu e Alan reescrevíamos e colocávamos piadas de Grange Hill e Benny Hill, e obviamente eles não estavam entendendo. Eles se esqueceram de filmar cerca de dez cenas principais, então tivemos que animar.eles... foi uma experiência horrível". Talalay reclamou que o estúdio interferiu significativamente na história, roteiro e sensação do filme. Ela disse que estava "sincronizada" e em boas relações com Martin e Hewlett até o estúdio fazer cortes significativos no filme, sobre os quais ela não tinha controle. Peter Milligan escreveu uma adaptação em quadrinhos em 1995, e uma romantização do filme de Martin Millar foi publicada em 1996. Em 2008, Talalay estava negociando com a Sony para obter os direitos de dirigir um filme de reinicialização de Tank Girl. A obtenção dos direitos foi considerada um processo difícil, devido a questões legais de propriedade relacionadas à aquisição da MGM e da United Artists pela Sony e outras empresas.
Apesar de ser um fracasso crítico e comercial, costuma-se dizer que Tank Girl tem status de clássico de culto. A versão de Petty de Tank Girl continua sendo um personagem popular em eventos de cosplay. O videoclipe da música de 2013 de Avril Lavigne, "Rock n Roll", prestou homenagem a Tank Girl. Durante sua entrevista incluída no lançamento em Blu-ray do filme em 2013, Petty foi perguntada por que ela acha que o filme ainda ressoa com os fãs e respondeu: "Não existe uma fórmula sobre o porquê de Tank Girl ser tão fabuloso e por que as pessoas adoram tanto... Era único, era novo, estava muito à frente de seu tempo, e estou feliz por ter feito isso e por sempre tê-lo". Luke Buckmaster da BBC incluiu o filme em sua lista de 2015 'dez mais estranhos filmes de super-heróis', afirmando que: 'no seu melhor, a diretora Rachel Talalay captura uma vibração steampunk ostentação que prova ser estranhamente viciante'.
Foi relatado em setembro de 2019 que uma reinicialização do filme estava em desenvolvimento inicial com a empresa de produção de Margot Robbie, LuckyChap Entertainment, que optou pelos direitos da MGM.